# Abandon
Abandon е албум на британската хардрок група Deep Purple, записан в Орландо, Флорида в периода 1997-98 г. В този албум групата за пръв път преработва предишна своя песен – Bloodsucker от албума Deep Purple in Rock. Името на албума е измислено от Иън Гилън и всъщност е A Band On. Според много хора Fingers to the Bone е написана от бившия китарист на групата Ричи Блекмор.

## Състав
- Иън Гилън – вокал
- Стийв Морз – китара
- Роджър Глоувър – бас китара
- Джон Лорд – орган, клавишни
- Иън Пейс – барабани